# Tadeusz Piskor
Tadeusz Ludwik Piskor (né le 1er février 1889 à Bór Kunowski dans l'Empire russe, auj. Pologne - mort le 22 mars 1951 à Londres) est un général de division polonais, chef d'état-major général (1926-1931), commandant de l'Armée Lublin pendant la campagne de Pologne.

## Biographie

### Jeunesse
Il est le fils de Władysław, ingénieur sidérurgiste et de Julia née Zagórska. Il termine en 1907 le lycée Paweł Chrzanowski à Varsovie. En 1908 il commence ses études à l'institut polytechnique de Liège, deux ans plus tard il arrive à Lemberg (alors en Autriche-Hongrie) pour étudier à la faculté de construction de machines de l'École polytechnique.

### Activité indépendantiste
Pendant son séjour en Belgique il est le cofondateur d'une organisation paramilitaire « association de lutte active » (Związek Walki Czynnej ou ZWC), le 15 octobre 1912 il entre dans Związek Strzelecki (association de fusiliers) où il suit un cours d'officier pour être nommé sous-lieutenant. Il est l'un des officiers préférés de Józef Piłsudski. Le 1er novembre 1913 il devient commandant de l'école des sous-officiers.

### Première Guerre mondiale
En août 1914 il rejoint les Légions polonaises. Il sert à l'état-major de la Ire brigade, puis il commande une compagnie du VIe bataillon. Il se distingue au front par son talent militaire et se voit confier la tête de son bataillon, il commande par la suite le IIe bataillon du 1er régiment d'infanterie et le IIe bataillon du 5e régiment d'infanterie avant de devenir chef d'état-major de la Ire brigade. Il est blessé en 1914. Après la crise du serment de juillet 1917 (refus de prêter serment de loyauté au Kaiser Guillaume II) il est interné à Beniaminów. Durant son internement il garde une attitude digne et patriotique, pour cette raison il est persécuté par les autorités allemandes. Il est libéré le 29 septembre 1918 et rejoint l'Organisation Militaire Polonaise (Polska Organizacja Wojskowa).

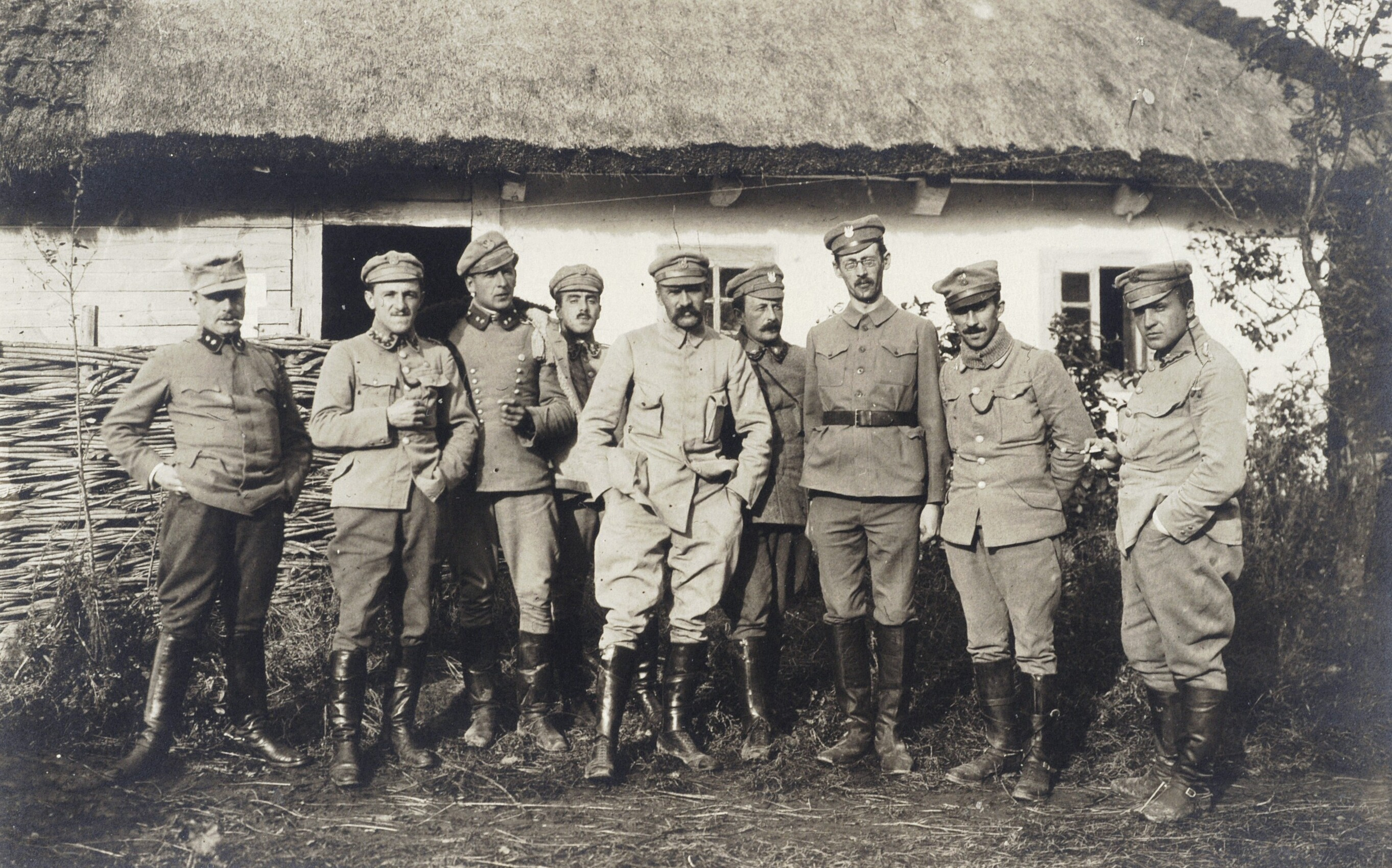
Officiers de la 1e brigade 1916, avec Bolesław Wieniawa-Długoszowski, Józef Piłsudski.

### L'entre-deux-guerres
En novembre 1918 il intègre l'Armée polonaise. Le 21 du mois de novembre 1918 il est nommé chef d'état-major de la région militaire de Lublin. Il devient par la suite chef d'état-major des unités suivantes : Groupe opérationnel Bug (3 janvier 1919), 2e division d'infanterie (20 février), groupe opérationnel de cavalerie du colonel Władysław Belina-Prażmowski et finalement du groupe opérationnel du général Edward Rydz-Śmigły. Il participe aux combats de la guerre soviéto-polonaise, il est blessé en janvier 1919. Entre novembre 1919 et avril 1920, il exerce la fonction d'aide de camp du commandant en chef, Józef Piłsudski.
Après la défaite de l'Armée rouge, il occupe des postes au commandement suprême. Dans les années 1923 - 1924 il suit des cours d'officier supérieur et complète ses études en France.
Le 31 mars 1924, à la demande du ministre de la guerre Władysław Sikorski, il est nommé général de brigade par le président de la République Stanisław Wojciechowski. Entre octobre 1925 et juin 1926 il commande la 28e division d'infanterie. Le 19 juin 1926 il est fait chef d'état-major général par le président Ignacy Mościcki. Le 1er janvier 1928 il est élevé au rang de général de division par Mościcki. Il est nommé inspecteur des armées le 3 décembre 1931. En cas de conflit ouvert avec l'URSS, il aurait dû devenir commandant de l'Armée Baranowicze.

### Seconde Guerre mondiale
Le 4 septembre 1939 il est nommé commandant de l'Armée Lublin. La nuit du 13 au 14 septembre, le commandant en chef lui subordonne l'Armée de Cracovie (Armia Kraków). Au début de la bataille de Tomaszów Lubelski ses armées protègent le flanc de la Vistule, ensuite il prend la décision de percer vers Lwów. Le 19 septembre les Allemands réussissent à l'encercler aux alentours de Tomaszów Lubelski. Les tentatives de sortir de l'encerclement dans la nuit du 19 au 20 septembre se soldent par un échec, de plus les munitions sont épuisées. Dans cette situation le général Piskor décide de capituler. Il ordonne de cesser le combat, de détruire le matériel de guerre et conseille aux soldats d'entrer dans la clandestinité. Le 20 septembre il est fait prisonnier. Il a été détenu aux oflags suivants : Oflag VII-A à Murnau, Oflag VIII B de Silberberg, Oflag IV-C au château de Colditz, Oflag X-C de Lübeck, et finalement Oflag VI-B (en) Doessel (en)-Warburg (où il commande une organisation secrète faisant partie de l'Armia Krajowa).

### En exil
Il est libéré le 30 avril 1945 et s'installe à Londres. Le 2 juillet 1945 il est mis à la disposition du chef d'état-major. Malgré une santé faiblissante, il travaille dans la commission historique de l'état-major et préside la sous-commission des soldats de 1939.
Il était marié avec Maria Ines Rudnicka (décédée dans les années 1930) avec laquelle il a eu une fille (morte dans son enfance). En 1940, il se remarie avec Lucyna Kasperska, ils ont un fils, Jerzy né en 1946.
Le général Tadeusz Piskor s'éteint le 22 mars 1951 à Londres. Il est inhumé au cimetière de St. Mary's w Kensal Green. Le 23 septembre 1990 l'urne contenant ses cendres est enterrée à Tomaszów Lubelski.

## Promotions militaires
| sous-lieutenant     | 1912             |
| lieutenant          | 1913             |
| capitaine           | 1915             |
| commandant          | 1918             |
| lieutenant-colonel  | 1919             |
| colonel             | 22 mai 1920      |
| général de brigade  | 31 mars 1924     |
| général de division | 1er janvier 1928 |

## Œuvres
- Wyprawa wileńska, Varsovie 1919
- Gra wojenna z dwoma zadaniami taktycznymi, Varsovie 1919
- System trójdzielny w organizacji wyższych jednostek wojskowych, Varsovie 1920
- Działania dywizji kawalerii na Ukrainie od 20 IV do 20 VII 1920, Varsovie 1926
- Myśl manewru znad Wieprza, "Niepodległość" 1951, vol. 3
- Piłsudski i Lwów, "Wiadomości", 1951, nr 268

## Décorations
- Croix d'argent de l'Ordre militaire de Virtuti Militari (1921)[9]
- Croix de Commandeur avec étoile de l'Ordre Polonia Restituta (1937)[10]
- Croix de Commandeur de l'Ordre Polonia Restituta[11]
- Croix de l'Indépendance (1931)[12]
- Croix d'Officier de l'Ordre Polonia Restituta
- Croix de la Vaillance (Krzyż Walecznych) - 4 fois
- Médaille commémorative de la guerre 1918-1921
- Médaille du 10e anniversaire de l'indépendance
- Croix de Commandeur de l'Ordre de Léopold
- Croix de la Liberté de 3e classe (Estonie)
- Ordre de la Croix de l'Aigle, classe I (Estonie) (1932)[13]
- Commandeur de la Légion d'honneur (1928)[14]
- Commandeur de l'Ordre de l'Aigle blanc
- Ordre des Trois Étoiles (Lettonie) (1928)[15]
- Croix de Commandeur de l'Ordre de l'Étoile de Roumanie